# Фонсека, Жорже
Жо́рже Ива́йр Родри́геш да Фонсе́ка (нидерл. Jorge Ivayr Rodrigues da Fonseca род. 30 октября 1992, Сан-Томе и Принсипи) — португальский дзюдоист, двукратный чемпион мира и призёр Европейских игр и чемпионатов Европы 2019 и 2020 годов. Участник летних Олимпийских игр 2016 года, бронзовый призёр Олимпийских игр 2020 года.

## Биография
Родился в 1992 году.
Принимал участие в летних Олимпийских играх 2016 года, однако уступил в первом раунде чешском дзюдоисту Лукашу Крпалеку, который и победил на олимпийском турнире.
На Европейских играх в Минске в 2019 году в составе команды Португалии завоевал серебряную медаль в смешанных командных соревнованиях.
На предолимпийском чемпионате мира 2019 года, который проходил в Токио, завоевал золотую медаль, переиграв в поединке за чемпионский титул соперника из России Нияза Ильясова.
В 2020 году на чемпионате Европы в ноябре в чешской столице, Жорже смог завоевать бронзовую медаль в весовой категории до 100 кг. В четвертьфинале он уступил спортсмену из Азербайджана Зелиму Кацоеву.
В июне 2021 года на чемпионате мира, который состоялся в столице Венгрии, в Будапеште, португальский спортсмен завоевал золотую медаль в весовой категории до 100 кг, став двукратным чемпионом мира, победив в финале спортсмена из Сербии Александра Куколь.